# Македонская кавалерийская бригада
Македонская кавалерийская бригада (сербохорв. Македонска коњичка бригада / Makedonska konjička brigada, макед. Македонска коњаничка бригада) — воинское формирование Народно-освободительной армии Югославии, участвовавшее в Народно-освободительной войне на территории Вардарской Македонии.

## История
Предшественником бригады является 1-й македонский кавалерийский эскадрон, образованный 15 сентября 1944 в местечке Сопот (ныне община Свети-Николе Республики Македонии). Командиром эскадрона был Владо Петковский, политруком — Михайло Софейский. Эскадрон состоял из 90 человек. Эскадрон был преобразован в 1-й македонский кавалерийский дивизион, который, в свою очередь, был расширен до бригады 29 декабря 1944. Бригада подчинялась лично Главному штабу НОАЮ в Македонии. В составе бригады были три кавалерийских дивизиона и один обозный эскадрон, численность личного состава составляла 540 человек (при 199 лошадях). В марте 1945 года бригада вместе с 9-й и 12-й ударными бригадами перешла в Западную Македонию, где воевала против албанских баллистов.

## Командование
- Владо Петковский — командир
- Димо Пецов — командир (с 26 января 1945)
- Михайло Софейский — политрук
- И. Сотировский — политрук (с 26 января 1945)
- Виктор Ругале — начальник штаба (с 28 декабря 1944)